# Restless Records
Restless Records foi uma gravadora de Hollywood, Califórnia de música indie que foi iniciado pela Enigma Records. Na década de 1980 até meados da década de 1990, lançou basicamente álbuns  de rock alternativo e indie rock. Restless também licenciou algum material dos selos Twin-Tone e Mute Records do Reino Unido lançado nos EUA.
Restless tiveram pelo menos uma subsidiária integral, Pink Dust Records, e também fez a destruição de produtos de Metal Blade Records.
Foi adquirida em 2001 pela Rykodisc que foram, por sua vez, adquiridos pela Warner Music Group, em 2006.

## Artistas
- radar bros.
- 45 Grave
- Agent Orange
- Band of Susans
- Butchering The Beatles
- Lori Carson
- Cinderblock
- Dead Milkmen
- Death Angel
- Devo
- Dream Syndicate
- Econoline Crush
- Elvis Hitler
- The Fibonaccis
- The Flaming Lips
- Forgotten Rebels
- Giant Sand
- Crispin Glover
- The Golden Palominos
- Green on Red
- Hellion
- Indestroy
- Ironchrist
- The Johnsons
- Mazzy Star
- Michael Sweet
- Nova Mob
- The Moog Cookbook
- Old Skull
- The Pandoras
- The Shivers
- Spain
- They Might Be Giants
- T.S.O.L.
- The Vandals
- Wall of Voodoo
- Warren G
- Ween
- Wipers
- You Am I
- The Zeros